# Manosa-6-fosfato
La manosa-6-fosfato (M6P) es un monosacárido derivado de la manosa que se caracteriza por encontrarse unido a las lectinas en el sistema inmune. La M6P es el sustrato de la manosa fosfato isomerasa que cataliza la reacción de conversión a fructosa-6-fosfato.
La M6P actúa como señal para las proteínas precursoras de las hidrolasas ácidas que están destinadas para ser transportadas hasta los lisosomas. La M6P es unida a dichas proteínas en la región cis del aparato de Golgi, concretamente, mediante una reacción llevada a cabo por la enzima UDP-N-acetilglucosamina:N-acetilglucosamil-1-fosfotransferasa, que utiliza como sustratos uridina difosfato (UDP) y N-Acetilglucosamina, y cataliza la N-glicosilación entre un residuo de asparagina y la M6P. Una vez marcadas con la M6P, estas proteínas son trasladadas a la región trans-Golgi, donde la M6P es reconocida por alguno de los receptores de manosa-6-fosfato (MPR). El tráfico de MPRs hasta los lisosomas se produce por medio de endosomas.